# Woodbrooke Quaker Study Centre

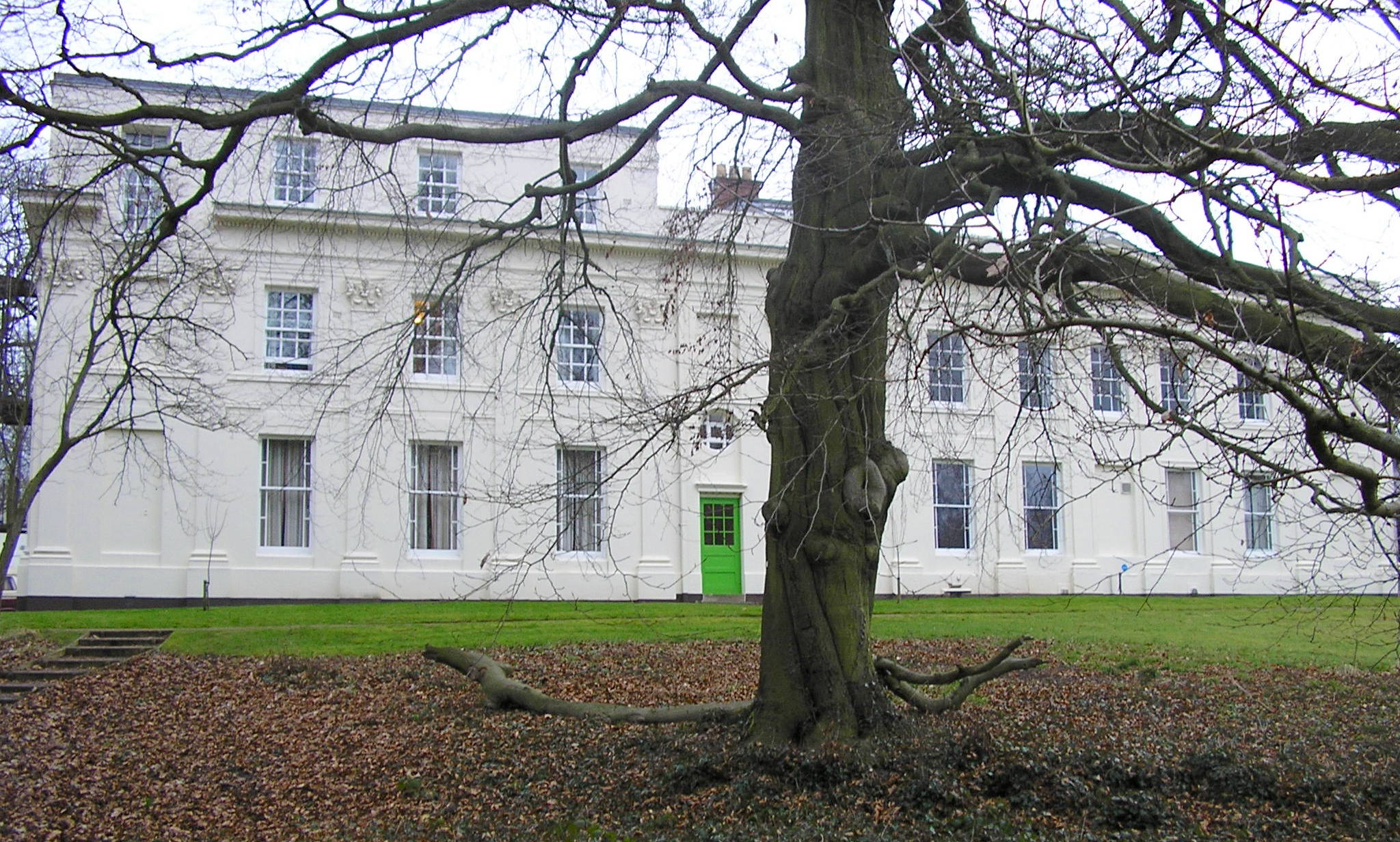
Sede principale del Woodbrooke Quaker Study Centre

Il Woodbrooke Quaker Study Centre è un collegio quacchero ubicato a Selly Oak, a sud-ovest di Birmingham.

## Storia
Unica istituzione educativa quacchera esistente in Europa, fu fondato nel 1903 da George Cadbury, che donò allo scopo la sua precedente dimora di Bristol Road. Il primo direttore fu il biblista James Rendel Harris, che aveva fra i docenti della scuola il pacifista e ornitologo quacchero Horace Alexander (1889-1989).
Tra il 1907 e il 1914, la struttura subì dei lavori di ampliamento, a conclusione dei quali fu aggiunta una nuova ala, una nuova sala comune, Holland House e un ostello per uomini. Secondo recenti calcoli, nel 1922 il collegio sarebbe stato frequentato da 1.250 studenti britannici e da 400 studenti stranieri.
Insieme ad altri otto college dei luoghi limitrofi, formò una federazione nota come Selly Oak Colleges.
In continuità con la sua tradizione educativa, il Woodbrooke eroga brevi corsi sulla crescita spirituale personale, la teologia, le arti creative e formazione per i ruoli dei Quaccheri. Il suo Centro di ricerca in studi quaccheri offre insegnamenti post laurea e dottorati di ricerca nelle Università di Birmingham e Lancaster. È disponibile anche per conferenze.